# Patrizia Paterlini-Bréchot
Patrizia Paterlini-Bréchot (* 2. Januar 1954 in Reggio nell’Emilia, Italien) ist eine italienische Professorin für Zellbiologie und Onkologie an der medizinischen Fakultät Necker-Enfants Malades der Universität Paris V in Paris.

## Leben

### Studium und Weiterbildung
Patrizia Paterlini studiert Medizin an der Universität Modena in Italien. Im Jahr 1978 verteidigte sie ihre Doktorarbeit. Sie setzte ihre Ausbildung mit einer doppelten Spezialisierung in Hämatologie (1981) und in Onkologie (1984) fort. Parallel zu ihrem Studium arbeitete sie in Krankenhäusern (1978–1984), insbesondere als Assistenzärztin und später als Universitätsdozentin in den Abteilungen Hämatologie, Gastroenterologie und Onkologie.
1988 absolvierte sie in Frankreich ein Praktikum in Molekularbiologie bei Professor Christian Bréchot, der später ihr Ehemann wurde. 1993 verteidigte sie ihre Doktorarbeit über Grundlagen der Onkogenese an der Universität Paris-Süd. 1994 zeigte sie die klinischen Auswirkungen eines neuen Markers für die Zellproliferation, Cycline A. Ihre Forschung konzentrierte sich dann auf die Untersuchung von zirkulierenden Tumorzellen bei Patienten mit soliden Tumoren.

### Forschung

#### In Italien (1979–1987)
Die ersten Arbeiten von Patrizia Paterlini-Bréchot befassten sich mit der Anwendung zytochemischer, immunhistochemischer und zytogenetischer Techniken zur Untersuchung onkohämatologischer Erkrankungen. Diese Arbeiten zielten auf die Charakterisierung von Tumorzellen von Leukämie- und Lymphompatienten durch den Vergleich mit den verschiedenen Reifungsstadien normaler blutbildender Zellen ab. Es gelang ihr, die Tumorzellen einiger seltener Onkohämopathien wie des Castleman-Lymphoms, des Sézary-Syndroms und der follikulären Lymphome mit Splenomegalie zu charakterisieren. Anschließend entwickelte sie zytogenetische Techniken, die bei Patienten mit Leukämie oder Lymphomen, die in der Krankenhausabteilung stationär behandelt wurden, angewendet wurden.

#### In Frankreich (1988–2010)
Anfang der 1990er Jahre befasste sich Patrizia Paterlini-Bréchot mit dem Zusammenhang zwischen Infektionen mit dem Hepatitis-B-Virus (HBV) und dem Hepatitis-C-Virus (HCV) und primitivem Leberkrebs (PCF). Danach entwickelte sie die ISET-Technik (Isolation by Size of Epithelial Tumor/Trophoblastic Cells), die die Isolierung und genetische Analyse von fetalen Tumorzellen ermöglicht. Diese neue Technik ermöglicht eine nichtinvasive Pränataldiagnostik und ersetzt herkömmliche Techniken wie die Amniozentese.
2006 übernahm Patrizia Paterlini-Bréchot die Leitung einer INSERM-Einheit (Institut national de la santé et de la recherche médicale), nachdem sie diese von 2002 bis 2006 kommissarisch geleitet hatte. Ihre Arbeit konzentrierte sich auf zwei große Forschungsthemen, die Auswirkungen der Kalziumsignalisierung in der Pathologie und die Entwicklung nichtinvasiver Tests für die pränatale Diagnose genetischer Krankheiten.
Die klinische Validierung des ISET-Tests für Mukoviszidose wurde im Januar 2009 abgeschlossen.
Nach jahrelanger Forschung erreichte Patrizia Paterlini-Bréchot eine Anwendung der ISET-Technik für die Krebsfrüherkennung. Mit dem Test kann eine zirkulierende Tumorzelle in 10 ml Blut nachgewiesen werden. Er steht seit 2017 auf für die Patientenversorgung zur Verfügung.

## Preise und Auszeichnungen
- 1995: Prix Excellence scientifique, Assistance Publique – Hôpitaux de Paris
- 2017: Prix Essai France Télévisions für das Buch Tuer le cancer[6]
- 2019: Finalistin für den europäischen Erfinderpreis[1]

## Veröffentlichungen
- Tuer le cancer, Stock, 2017 (ISBN 978-2-234-08046-1)